# Stockholm Science & Innovation School
Stockholm Science & Innovation School (SSIS) är en kommunal gymnasieskola belägen vid Borgarfjordsgatan 6C i Kista. Skolan startades under 2013 under dåvarande rektor Patrick Vestberg. Skolan erbjöd fram till hösten 2016 bara en inriktning - Informations- och medieteknik - men utökade hösten 2017 med inriktningen Teknikvetenskap och fördubblade antalet platser på skolan. Skolan byggdes även i samband med detta ut i samma lokaler. 

## Lokaler
Utbildningsförvaltningen i Stockholm hyr lokaler på cirka 2600 kvm av Atrium Ljungberg i Nodhuset i Kista. Från början hyrdes enbart ca 1300 kvm men i och med att inriktningen Teknikvetenskap tillkom hyrdes ytterligare cirka 1300 kvadratmeter. Lokalerna som skolan vistas i är specifikt utformade efter skolans behov, och ritningar togs fram i samverkan med personal.

## Samarbeten
Skolan har flera samarbeten med företag, däribland IBM, Ericsson, Tata Consultancy Services, Intel och Microsoft.
Stockholm Science and Innovation School har bland annat bidragit till IBM:s projekt World Community Grid, med syfte att donera datorkraft till forskningsändamål.

## Rektorer
- Patrick Vestberg, 2013–2020
- Lennart Kågestam, 2020–2022
- Anna Ternberg, 2022–2023
- Tommy Fabricius, tf rektor 2023–2024
- Pernilla Ericols, 2024–